# اسویاتوهیرسک
شهر اسویاتوهیرسک (به روسی: Святогірськ) در استان دونتسک در کشور اوکراین واقع شده‌است. جمعیت این شهر ۴,۳۰۹ نفر است (۲۰۲۱ تخمینی).